# 佩尼亞濟夫卡
51°22′27″N 31°41′36″E / 51.37417°N 31.69333°E
佩尼亞濟夫卡（烏克蘭語：Пенязівка），是烏克蘭北部的村莊，隸屬切爾尼希夫州的切爾尼希夫區。該村始建於1924年，面積0.21平方公里，海拔高度113米，2001年人口168，人口密度每平方公里803.8人。